# Ceraclea maculata
Ceraclea maculata är en nattsländeart som först beskrevs av Banks 1899.  Ceraclea maculata ingår i släktet Ceraclea och familjen långhornssländor. Inga underarter finns listade i Catalogue of Life.